# 鷹狼傳奇
《鷹狼傳奇》（英語：Ladyhawke）是一部1985年首映的美國奇幻片，由李察·當納執導，馬修·波特歷、路格·海華及米雪·菲花主演。故事以中世紀的法國為背景，描述一名小偷怎樣幫助一對被當地主教咀咒的情侶解除咒語，讓他們能有情人終成眷屬。

## 演員
- 馬修·波特歷 飾 Philippe Gaston, "The Mouse"
- 路格·海華 飾 Captain Etienne Navarre
- 米雪·菲花 飾 Isabeau d'Anjou
- Leo McKern 飾 Father Imperius
- John Wood 飾 Bishop of Aquilla
- Ken Hutchison 飾 Marquet
- 阿尔弗雷德·莫里纳 飾 Cezar
- Giancarlo Prete 飾 Fornac

## 提名與獲獎
此片在第58屆奧斯卡金像獎上入圍2個獎項：最佳音效剪輯獎及最佳混音獎，卻未於1986年頒獎禮當晚獲任何獎。
電影亦入圍土星獎3個獎項，包括最佳女主角（米雪·菲花）及最佳音樂（Andrew Powell），最後贏得最佳奇幻片。

## 外部連結
- 互联网电影数据库（IMDb）上《鷹狼傳奇》的资料（英文）
- 爛番茄上《鷹狼傳奇》的資料（英文）
- Box Office Mojo上《鷹狼傳奇》的資料（英文）
- TCM电影资料库上《鷹狼傳奇》的资料（英文）
- AllMovie上《鷹狼傳奇》的资料（英文）